# Ecteinascidia vitta
Ecteinascidia vitta is een zakpijpensoort uit de familie van de Perophoridae. De wetenschappelijke naam van de soort werd in 1992 voor het eerst geldig gepubliceerd door Claude Monniot.